# Sonidero
Na cultura popular mexicana, sonidero é um grupo de disc jockeys, engenheiros e animadores que tocam músicas gravadas em público, principalmente cúmbia, salsa, guaracha e seus subgêneros. O termo inclui profissionais, semi-profissionais e proprietários amadores de equipamentos de áudio, luzes e vídeo (o sonido) usados para organizar ou participar de eventos públicos de dança (também chamados de eventos sonideros) e todas as comunidades por trás dessa cultura urbana, o movimento sonidero.
Algumas de suas singularidades são a reprodução de músicas gravadas de gêneros latinos como cúmbia, salsa, bachata e guaracha; no qual o sonidero envia mensagens sobrepostas ao público simultaneamente com a reprodução da música. A publicidade e a identidade dos sons têm uma estética própria, que está presente para anunciar seus eventos de forma permanente nos espaços urbanos do México. Além de apresentações de rua, os sonidos são contratados para festas particulares. Da mesma forma, o sonidero tem uma forte relação com os símbolos e expressões culturais da Colômbia, sendo a cúmbia e o vallenato seus principais ritmos. O sonidero homenageia a herança colombiana incluindo nomes de cidades colombianas em seus nomes e a bandeira da Colômbia em seus símbolos e promoções.
Não existe uma origem exata do movimento sonidero traçando o aparecimento de sonidos em colonias como Tepito, San Juan de Aragón e Peñón de los Baños - batizados por esta razão Colômbia Chiquita - e Tacubaya em meados do século XX. Além da Cidade do México e Grande Cidade do México, sons e sonideros estão presentes em todo o México e Estados Unidos devido às comunidades de imigrantes mexicanos.